# Espeleologia

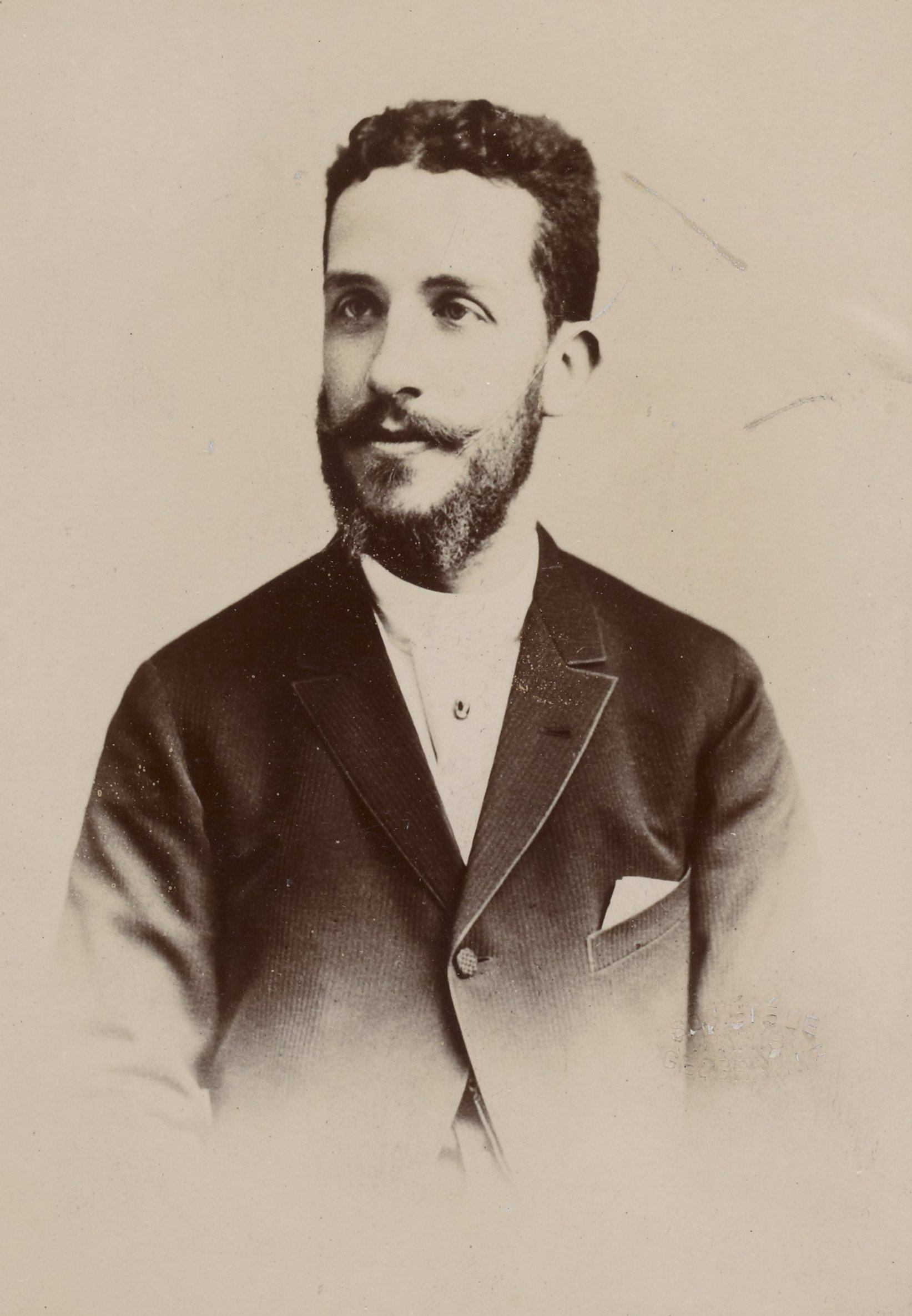
Édouard-Alfred Martel, un dels fundadors de l'espeleologia moderna, el 1895.

L'espeleologia (del grec spelaion ('cova') i logo ('tractat')) és la ciència que estudia les coves, grutes o altres fenòmens càrstics, des de diferents punts de vista; formació, constitució, característiques físiques, formes de vida i evolució al llarg del temps.
Hom distingeix entre espeleologia científica i espeleologia esportiva. L'espeleologia científica té com a objectiu l’estudi del món subterrani emprant ciències com la geologia, la hidrologia, la biologia, l’arqueologia i també la topografia per a l'aixecament de mapes.
S'anomena espeleologia esportiva l'exploració de les coves i avencs, esport que requereix un equipament tècnic adient i sovint una bona preparació i coneixements en escalada i submarinisme. El creixement de l'espeleologia científica està fortament lligat a la pràctica de l'esport atès que sovint nombrosos treballs de camp i de recerca espeleològica s'han iniciat i realitzat per espeleòlegs esportius. Com a pràctica esportiva, l’espeleologia es defineix com una disciplina complexa per a la qual cal una planificació detallada, coneixements multidisciplinaris, conductes exhaustives de seguretat i el treball en equip. S'ha considerat una mena de "ciència esportiva" molt propera als practicants on l'activitat esportiva i la científica estan unides per l'exploració i la curiositat.

## Branques científiques
L'espeleologia té diferents branques que han estat definides per la Unió Internacional d'Espeleologia:  l'espeleologia biològica, l'espeleologia física i l'espeleoantropologia. La bioespeleologia estudia l'ecosistema de les coves i els carsts, les característiques, les adaptacions i l'afectació en el  procés de la formació de les coves. L'espeleologia física s'ocupa del medi físic i les propietats de les coves, incloent-hi la hidrologia, la topografia i la geologia. L'espeleoantropologia és l'estudi de les coves atenent el seu paper en la història de la humanitat. Els espeleòlegs també treballen conjuntament amb els arqueòlegs per estudiar els túnels subterranis, les ruïnes, els canals subterranis d'aigua i fins i tot el clavegueram.

## Equipament essencial
Per entrar a les coves o descendir als avencs, els espeleòlegs usen estris i aparells que els permeten superar les dificultats, les condicions ambientals i el desnivell de les cavitats. Entre els imprescindibles: el casc amb llanterna frontal, l'arnès i el material d'escalada, incloses les cordes de seguretat, els dispositius de comunicació (ràdios i telèfons intel·ligents), les eines de cartografia (brúixoles, clinòmetres i escaners làser), els GPS o dispositius de navegació i sovint un aparell de detecció de gasos i monitorització ambiental.
En els darrers anys, els avenços en les eines dissenyades per als arquitectes, dissenyadors CAD i programadors de realitat virtual i robòtica, també s'han reconvertit i aplicat a l'estudi topografic en espeleologia. El resultat són els escaners topogràfics que combinen la tecnologia LIDAR que captura la morfologia exacta de la cova o avenc. Els aparells han estat testats a la cova càrstica de el Carso al municipi de Gorizia (Itàlia).

## Història
Al segle XVI Leonardo Da Vinci es va apropar a un parell de coves de Llombardia, experimentant por i curiositat alhora pel que hi podia haver a dins.
Al segle XVII, el jesuïta Athanasisus Kircher va escriure Mundus Subterraneus, la primera "descripció espeleológica", buscant causes racionals per als fenòmens fins al moment inexplicables mitjançant la comprensió de les lleis naturals, derivades de l'observació.
El 1680, John Beaumont va descriure amb detall les coves de Mendip a la dècada del 1680. El terme "espeleologia" va ser usat per primer cop per Émile Rivière el 1890.  Fins a mitjans del segle XIX, l'espeleologia només era considerada com una aportació a altres disciplines científiques com la geografia, la geologia o l'arqueologia.
A Catalunya, el Dr. Jeroni Pujades (1568-1643) el 1606 i Francesc Martorell i de Luna el 1627, ja havien descrit algunes cavitats subterranies i es té constància d'exploracions a la cova del Salnitre de Montserrat realitzades els anys 1511 i el 1654.
Al segle XVIII, A.Vallisneri, G.W.von Leibniz, G.Arduino i A.Volta van fer exploracions usant mètodes de mesurament i comparació, amb els que P.S.Pallas va explorar les regions de la Rússia, sota el mecenatge de Caterina II.
Édouard-Alfred Martel (1859-1938), considerat el creador de l'espeologia moderna, fou qui va iniciar les primeres exploracions científiques. L'any 1895 fundà la Société de Spéléologie i llançà el butlletí periòdic «Spelunca». Martel va introduir a França els conceptes i els temes científics referents a les coves i avencs a través de les seves publicacions. A partir d'aleshores l'espeleologia començà a ser entesa com una àrea d'estudi diferenciada.
Norbert Font i Sagué és considerat l'introductor d'aquesta disciplina a Catalunya. La Federació Catalana d'Espeleologia atorga cada any el premi Norbert Font i Sagué als millors treballs espeleològics realitzats a Catalunya i a Espanya.
Tanmateix, l'espeleologia va adquirir el reconeixement com a ciència quan es començaren a aplicar les tècniques especialitzades d'exploració de coves i avencs cap al final del segle XIX.
A l'inici del segle xx, el terme "espeleologia" s'emprava per a l'estudi interdisciplinari de les coves i es considerava una ciència de síntesi que unia diverses branques de les ciències d'humanitats i de les ciències naturals (la geologia, la geografia, la mineralogia, la hidrologia, la meteorologia, la paleontologia, la zoologia, la botànica, l'antropologia, l'arqueologia, la prehistòria i la història de l'art) L'acceptació de l'espeleologia com a nova disciplina científica acadèmica, implicava alhora la diferenciació escaient entre l'estudi científic de les coves i l'exploració amb finalitats recreatives. Aquest fet, conduí a la fundació de la primera càtedra i institut universitari d'espeleologia a Viena el 1929.
En una trobada d'experts científics l'any 1949 a França, es va decidir celebrar un congrés d'espeleologia a París el 1953, on es va reunir la comunitat internacional d'espeleòlegs, sobretot europeus. Més endavant, arran d'aquest primer congrés, es proposà la creació d'una entitat internacional que acabà en la fundació de la UIS, Union International of Speleology (originàriament en francès: Union Internationale de Spéléologie) el 16 de setembre de 1965 a Ljubljana, durant el 4t. Congés Internacional d'Espeleologia.
El 1970 es va celebrar a Barcelona el primer Congrés d’Espeleologia de l’estat espanyol, i el 1986 el novè Congrés Internacional, organitzat per la Federació Catalana d'Espeleologia.

## L'espeleologia a Catalunya
El 1824 Gerard Joana i Vidal, que rea doctor en farmàcia i monjo de Montserrat, va explorar alguns avencs de la muntanya com el dels Pouetons i les coves de Collbató, sobretot amb finalitats científiques.
A Catalunya, Norbert Font i Sagué, va ser pioner en introduir l’espeleologia. El 1896 acompanyà Martel en una exploració a la Fou de Bor i va despertar l’interès de Font i Sagué per l’espeleologia com a activitat científica i alhora esportiva. El 1897, Font i Sagué explorà l’avenc de Can Sadurní, baixant fins a -75 m, fita que es considera l’inici de l’espeleologia a Catalunya. Font i Sagué va publicar el mateix any Catálech Espeleológich de Catalunya, amb suport del Centre Excursionista de Catalunya, on hi figuren 333 cavitats inventariades.
Més endavant, Marià Faura i Sans, J.M. Có de Triola, Rafael Amat i Carreras, Francesc Español Coll, van iniciar estudis i exploracions que engrandiren el coneixement de les cavitats.

## Millores tècniques
A partir dels anys 60 del segle XX el material i les tècniques d’exploració van guanyar en lleugeresa i seguretat, sobretot amb l'ús de l'electron (escales metàl·liques) i les cordes de perlon. L’any 1966 l’espeleòleg Bruno Dressler va proposar a Fernand Petzl, en aquell moment serraller mecànic, la comercialització d’un descensor de politges que havia dissenyat. Naixia el descensor, que ha experimentat diverses millores fins a l'actualitat. Així s'abandonaven els sistemes del ràpel Dulfer i Comichi que consistien en el fregament de la corda al voltant de diverses extremitats i parts del cos.

## Espeleologia subaquàtica
Modalitat d'espeleologia (espeleobusseig) que combina les tècniques pròpies de l'especialitat amb les del submarinisme i que té com a objectiu l'exploració i l'estudi de les cavernes i els avencs subaquàtics.

## Volcanoespeleologia
La volcanoespeleologia s'ocupa de l'exploració, l'estudi científic i la descripció de les cavitats volcàniques.Als volcans hi ha les mateixes variants morfològiques que a les coves no càrstiques. No obstant, algunes formes són específiques dels volcans, com les cavitats i escletxes causades per l'assentament de l'edifici volcànic i els pous de col·lapse o cavitats originades per les emanacions de gasos i vapor d'aigua (fumaroles).

## Coves i avencs
Article principal:Cova
- L’avenc més profund de Catalunya és el Sistema de la Bargadèra, a la Val d’Aran, que arriba a -571 m de profunditat, i la cavitat amb més recorregut és la Cova Cuberes, al Pallars Jussà, amb 13,5 km.[30]
- L'avenc més profund explorat a Espanya és la Torca del Cerro del Cuevón de -1.589 m, a Picos d’Europa, i el més extens és el Sistema del Alto Tejuelo, a Cantàbria, amb 206 km de recorregut.[31][32]
- La cavitat més profunda del món és la Cova Verióvkina, a Abcàsia, de -2.212 m, i la de major recorregut és la Mammoth Cave, EUA, amb 651km explorats.[33][15]